# 格倫伍德蘭丁 (紐約州)
格倫伍德蘭丁（英語：Glenwood Landing）是位於美國紐約州拿騷縣的普查規定居民點。

## 人口
根據2020年美國人口普查的數據，格倫伍德蘭丁的面積為2.51平方千米，皆為陸地。當地共有人口3948人，而人口密度為每平方千米1,572.91人。